# Repérage des constellations/02

## Culminations
- Cassiopée
- Andromède
- Poissons
- Baleine
- Sculpteur
- Phénix
- Hydre mâle

Lever de Procyon (Petit Chien) et de Sirius (du Grand Chien, héliaques vers juillet/août. Coucher de Altaïr de l'Aigle.
Au sud, culmination de Achernar, étoile terminale de Éridan. Cette constellation est à présent entièrement visible pour les observateurs situés suffisamment au Sud.

## Grands alignements
L'alignement du Grand carré de Pégase culmine et partage le ciel en deux.
- Côté Est, partant du Grand carré de Pégase il remonte la diagonale d'Andromède, passe par Algol, Capella, traverse Castor et Pollux, et atteindra la tête de l'Hydre dès qu'elle sera levée.
- Côté Ouest, la diagonale du Grand carré de Pégase permet d'identifier l'axe du Verseau, en train de se coucher.

Un deuxième grand alignement couvre l'horizon Ouest : L'aile du Cygne pointe sur une zone assez obscure où l'alignement passe par les pieds de Pégase, le cou du Sagittaire, et vient finir sur Fomalhaut du Poisson austral après une traversée de près de 60°.
Côté Est, l'alignement entre les Gémeaux et Orion s'achève sur Achernar.

## Constellations visibles
Dans l'hémisphère Nord, tous les acteurs de la légende d'Andromède sont en place. Le Grand carré de Pégase (qui n'est qu'un astérisme, mais remarquable) est en train de décliner. Côté Nord, Cassiopée et Céphée sont bien visibles.
Sur l'équateur céleste, on peut tenter d'observer Mira en train de culminer dans la Baleine, et d'identifier les Poissons et le Verseau.
Achernar domine l'hémisphère sud. Pour les observateurs situés suffisamment au sud, Canopus peut apparaître au sud-est.
À l'est, se lèvent les constellations qui entourent l'Hexagone d'hiver : Autour d'Orion, Sirius du Grand Chien, Procyon (du Petit Chien), les Gémeaux, Capella du Cocher et Aldébaran, l'œil rouge du Taureau.